# Хольштенау (река)
Хольштенау (нем. Holstenau) — река в земле Шлезвиг-Гольштейн на севере Германии.

## География
Хольштенау образует границу между Гольштейном и Дитмаршеном, а также между районами Штайнбург и Дитмаршен. Впервые упоминается в документе 1568 года.
После строительства Кильского канала в 1887—1895 годах Хольштенау, которая проходит приблизительно параллельно каналу, была разделена на 3 участка.

## Галерея

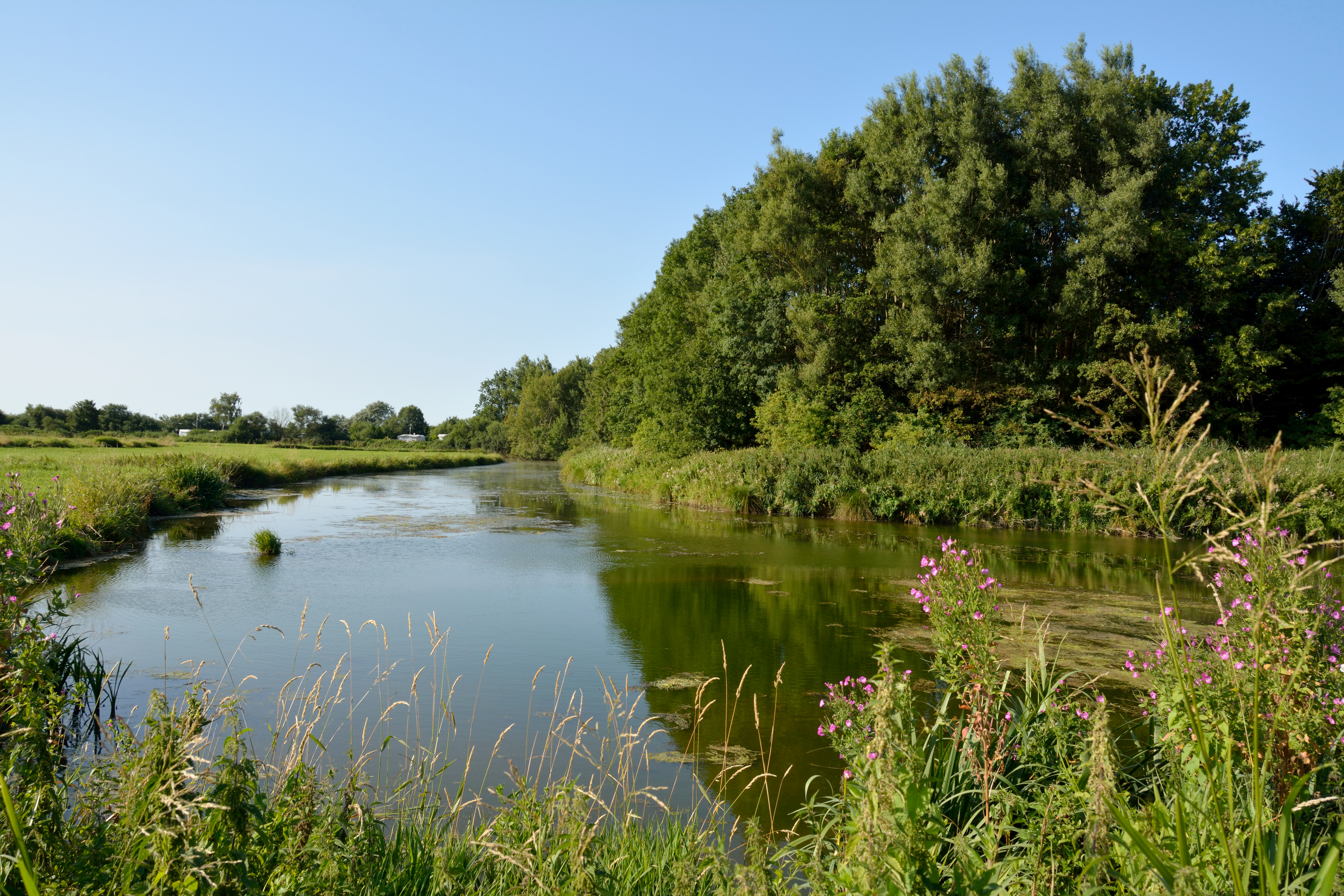
Второй участок Хольштенау. Перед насосной станцией
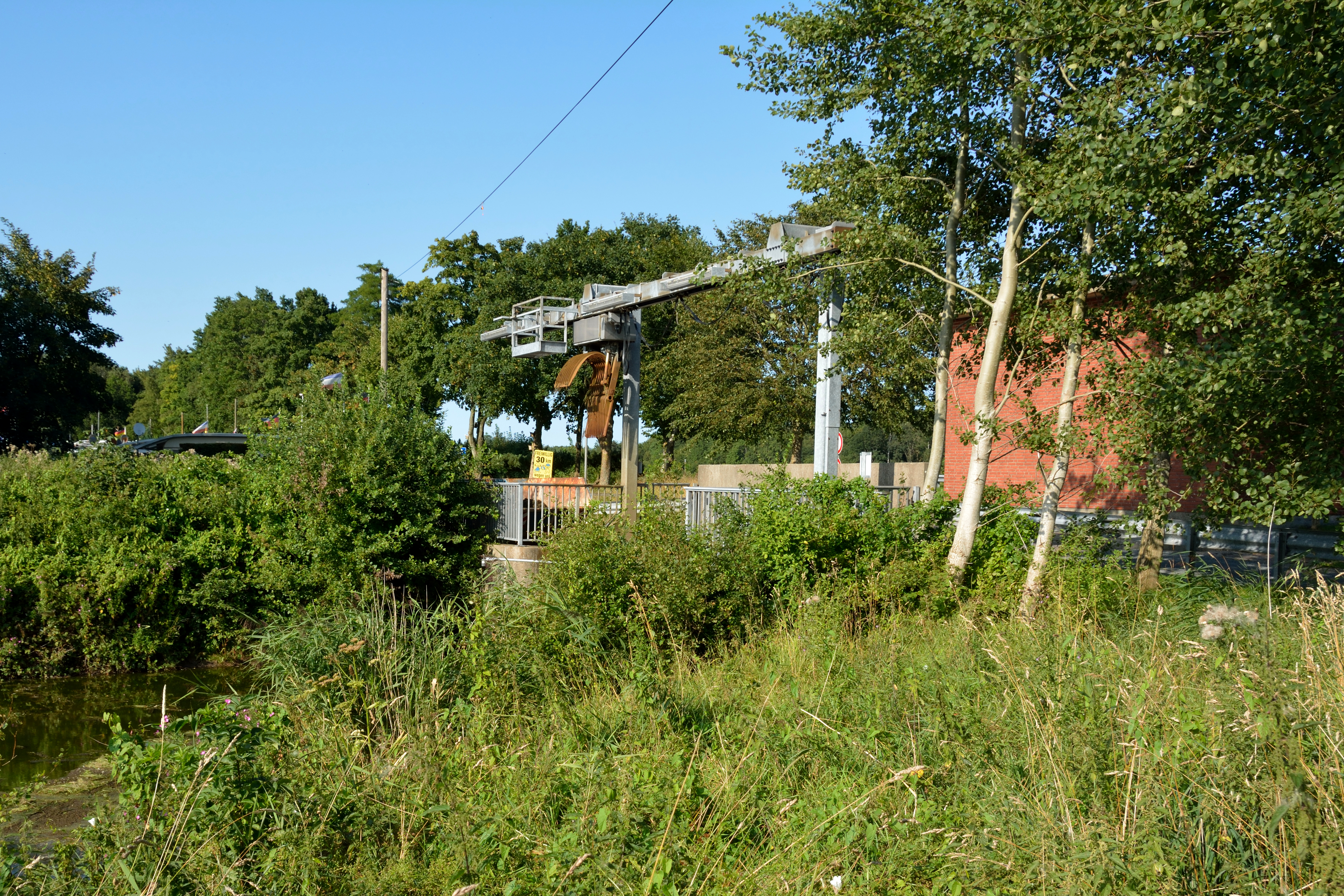
Вид с реки на насосную станцию
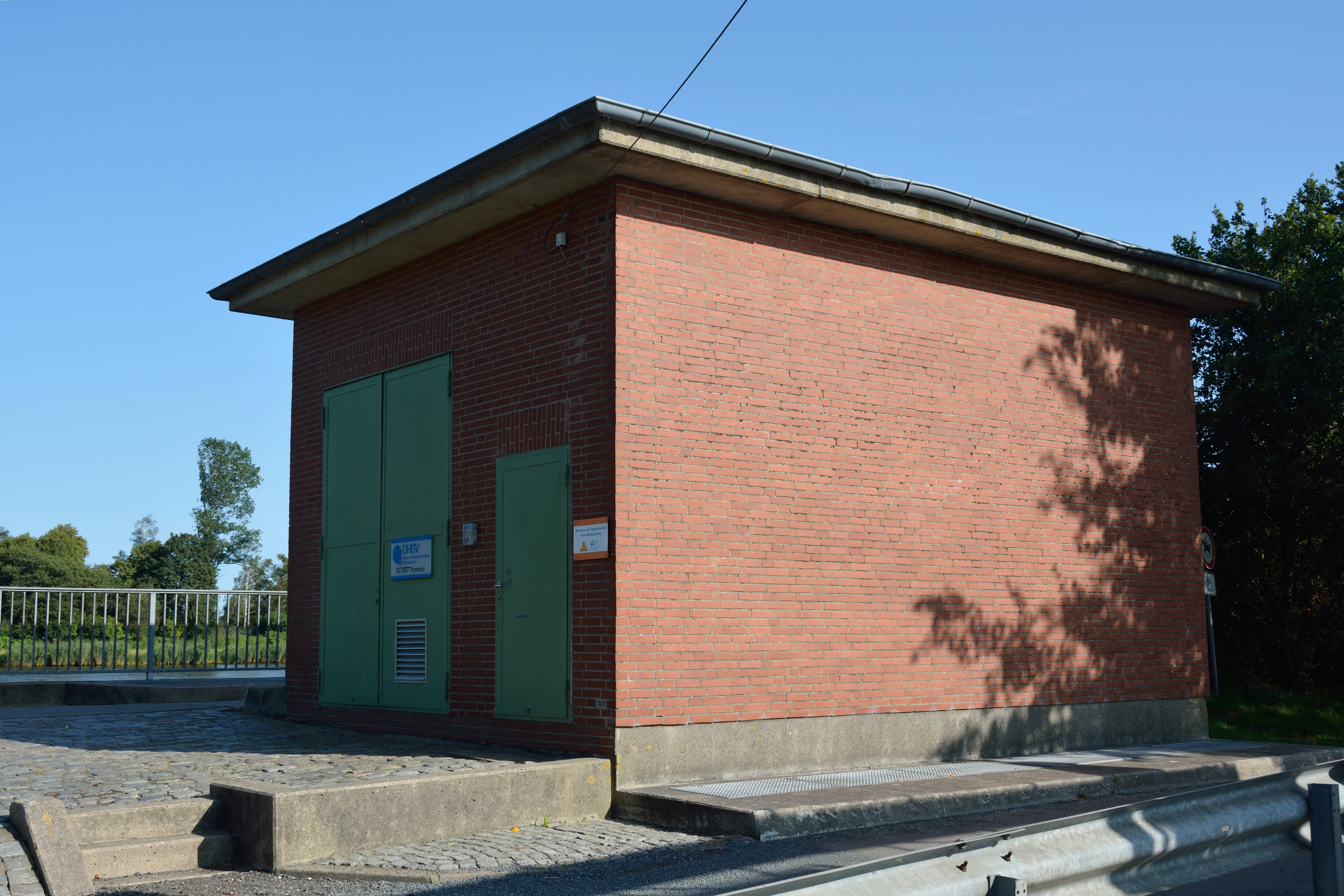
Насосная станция
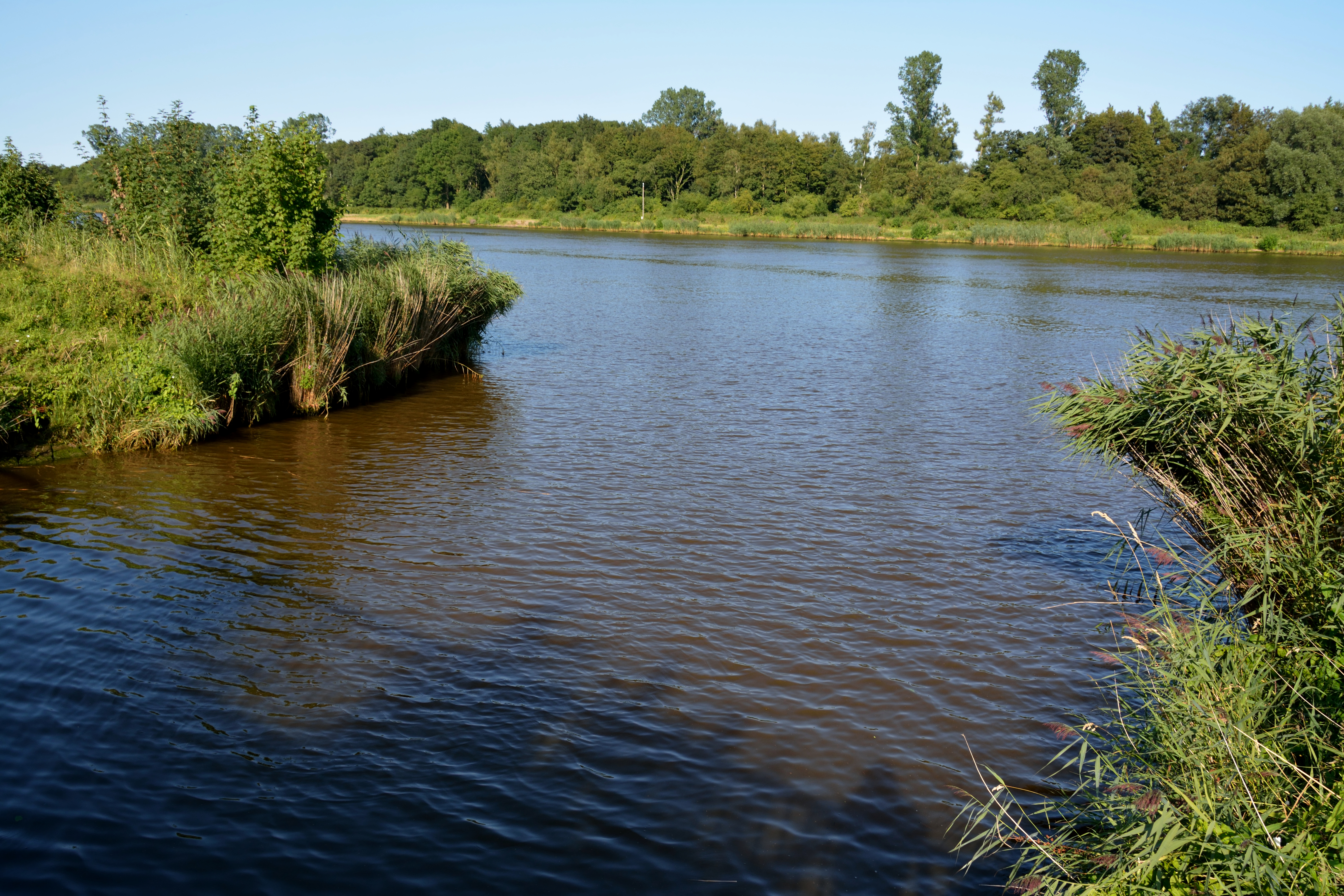
Слияние с Кильским каналом